# Vöhringen, Baden-Württemberg
Vöhringen là một thị xã nằm ở huyện Rottweil, thuộc bang Baden-Württemberg, Đức.